# Амур жаліється Венері
«Амур жаліється Венері» або «Венера й Амур, який украв стільники» — низка картин німецького художника доби Відродження Лукаса Кранаха Старшого.
Картина написана на античний сюжет, за яким Амур, укравши стільники з медом, був ужалений бджолами. Страждаючи від болючих укусів, маленький бог звернувся за втіхою до Венери. Цей сюжет наявний в одному з творів давньогрецького поета Теокріта (кінець IV — перша половина ІІІ ст. до н. е.)
Відомо більше 20 версій картини авторства самого Кранаха та його майстерні з фігурами в різних позах і відмінностями в деталях. Велика кількість існуючих версій цього сюжету свідчить про те, що це була одна з найуспішніших композицій Лукаса Кранаха Старшого. Найдавніша версія цієї композиції (приблизно 1526—1527 років) зберігається в лондонській Національній галереї.
Лукасу Кранаху Старшему належить ще одна серія картин із Венерою та Амуром, які звичайно називають просто «Венера й Амур».

## Версії

### Версії Лукаса Кранаха Старшого
| Назва                                    | Час створення | Техніка                 | Розміри         | Місцезнаходження                                                                                 | Зображення |
| ---------------------------------------- | ------------- | ----------------------- | --------------- | ------------------------------------------------------------------------------------------------ | ---------- |
| «Купідон жаліється Венері»               | 1526—1527     | Дерево, олія            | 81,3 x 54,6 см  | Національна галерея, Лондон, Велика Британія                                                     |            |
| «Венера й Купідон — крадій меду»         | 1527          | Дерево, олія            | 83 x 58,2 см    | Гюстровський палац (Державний музей Шверіна), Гюстров, Німеччина                                 |            |
| «Венера й Купідон»                       | 1529          | Дерево, олія            | 38,1 x 23,5 см  | Національна галерея, Лондон, Велика Британія                                                     |            |
| «Венера й Амур — крадій меду»            | 1530          | Дерево, олія            | 58 x 38 см      | Державний музей мистецтв, Копенгаген, Данія                                                      |            |
| «Венера з Купідоном — крадієм меду»      | бл. 1530      |                         |                 | Приватне зібрання                                                                                |            |
| «Венера з Купідоном — крадієм меду»      | 1530          |                         |                 | Приватне зібрання                                                                                |            |
| «Венера й Купідон із медовим стільником» | бл. 1531      | Дерево, олія            | 169 x 67 см     | Галерея Боргезе, Рим, Італія                                                                     |            |
| «Венера й Купідон»                       | бл. 1531      | Дерево, олія            | 51 x 35 см      | Фонд Бемберга, Тулуза, Франція                                                                   |            |
| «Венера й Амур»                          | 1531          | Полотно на дереві, олія | 176 x 80 см     | Королівські музеї витончених мистецтв, Брюссель, Бельгія                                         |            |
| «Венера й Купідон — крадій меду»         | 1533          | Дерево, олія            | 170,8 x 69,9 см | Приватне зібрання, Ангольт, Німеччина                                                            |            |
| «Венера й Купідон — крадій меду»         | 1534          | Дерево, олія            | 49,5 x 34 см    | Франконська галерея (Баварський національний музей), Кронах, Німеччина                           |            |
| «Венера й Купідон — крадій меду»         | бл. 1535      | Дерево, олія            |                 | Музей декоративного мистецтва, Париж, Франція                                                    |            |
| «Венера з Амуром — крадієм меду»         | бл. 1537      | Дерево, олія            | 50,1 x 34,4 см  | Німецький національний музей, Нюрнберг, Німеччина                                                |            |
| «Венера й Амур — крадій меду»            | після 1537    | Дерево, олія            | 174,5 x 65,5 см | Берлінська картинна галерея, Берлін, Німеччина                                                   |            |
| «Венера з Амуром — крадієм меду»         | після 1537    | Дерево, олія            | 175,4 x 66,3 см | Німецький національний музей, Нюрнберг, Німеччина                                                |            |
| «Венера з Амуром — крадієм меду»         | після 1537    | Дерево, олія            | 174 x 66,5 см   | Музей Креллер-Мюллер, Оттерло, Нідерланди                                                        |            |
| «Венера з Купідоном, що вкрав мед»       | після 1537    |                         |                 | Приватне зібрання                                                                                |            |
| «Венера з Купідоном, що вкрав мед»       | бл. 1540      |                         |                 | Приватне зібрання                                                                                |            |
| «Венера й Амур»                          | 1532–1554     | Дерево, олія            | 50 x 34 см      | Була виставлена в Британському посольстві у Варшаві (палац Браницьких); втрачена в 1939—1940 рр. |            |
| «Венера й Купідон — крадій меду»         |               | Полотно, олія           |                 | Приватне зібрання                                                                                |            |

### Версії учнів та послідовників Лукаса Кранаха Старшого
| Автор та назва                                                                     | Час створення    | Техніка       | Розміри         | Місцезнаходження                            | Зображення |
| ---------------------------------------------------------------------------------- | ---------------- | ------------- | --------------- | ------------------------------------------- | ---------- |
| Майстерня Лукаса Кранаха Старшого. «Венера й Амур — крадій меду»                   | 1529             | Дерево, олія  | 51,5 x 36,2 см  | Зібрання Барелла, Глазго, Велика Британія   |            |
| Невідомий послідовник Лукаса Кранаха Старшого. «Венера з Купідоном, що вкрав мед»  | бл. 1575—1615    | Дерево, олія  | 26,3 x 17,3 см  | Національна галерея, Прага, Чехія           |            |
| Невідомий послідовник Лукаса Кранаха Старшого. «Венера й Амур — крадій меду»       | бл. 1580—1620    | Дерево, олія  | 36,3 x 25,2 см  | Музей мистецтва Метрополітен, Нью-Йорк, США |            |
| Невідомий послідовник Лукаса Кранаха Старшого. «Венера з Купідоном — крадієм меду» | прибл. 1600—1630 | Полотно, олія | 177,2 x 70,5 см | Стара пінакотека, Мюнхен, Німеччина         |            |